# Самчинецьке урочище
Уро́чище Самчине́цьке — ландшафтний заказник загальнодержавного значення. Розташований у межах Гайсинського району Вінницької області, між селами Самчинці та Сорокодуби.
Площа 218 га. Створений у 1982 р. Перебуває у віданні Тульчинського держлісгоспу.
Охороняються ділянка високого лівого берега Південного Бугу, поросла віковою дібровою природного походження. Долина річки у межах заказника має каньйоноподібну форму. Гранітні відслонення вкриті лучно-степовою рослинністю. Тут зростають очиток шестирядний, підмаренник справжній, парило велике тощо, з чагарників — глід.

## Детальний опис
За фізико-географічним районуванням України заказник належить до Гніванського-Гайсинського району області Подільського Побужжя Дністоровсько-Дніпровської лісостепової провінції Лісостепової зони. Для цієї території характерні лісові і лучно-степові ландшафти річкових заплав. Описувана територія являє собою заплавну терасу алювіальної акумулятивної рівнини.
Клімат території помірно континентальний з тривалим, нежарким літом і порівняно недовгою, м'якою зимою. Середня температура січня становить -5,5°... -6°С, липня +19°...+ 19,5°С. Річна кількість опадів складає 500-525 мм.
За геоботанічним районуванням України ця територія належить до Європейської широколистяної області, Подільсько-Бесарабської провінції, Вінницького (Центральноподільського) округу.
Ландшафт заказника унікальний, а в минулому - дуже типовий для Поділля. Територія нахилена до р. Південний Буг (лівий берег), частина її знаходиться на плакорі, інша частина на схилі річкової долини з численними виходами гранітогнейсів.
Тут на боровій терасі річки збереглися дубові ліси, найцінніші корінні деревостани яких мають вік 90-110 років. Серед них переважають угруповання дубових лісів ліщиново-гірськоосокових типового складу і будови, які займають верхні частини пагорбів із світло-сірими лісовими ґрунтами.
Меншпоширена  асоціація  дубових  лісів  ліщиново-конвалієвих, що займає плоскі середньовисокі гриви.
Найцікавішими в заказнику є ценози дубових лісів ліщиново-трясунковидноосокових, які знаходяться тут на південній межі ареалу і внесені в "Зелену книгу України". Рослинний покрив в цих  угрупуваннях  утворює осока трясунковидна (25-35%), трапляється ожика волосиста, перстач білий, перлівка поникла, підмаренник весняний.
Невисокі плоскі пагроби в заказнику займає асоціація дубових лісів орлякових, в складі якої зростає участь бореальних видів. На виходах гранітів на дернових, щебнистих, мікропрофільних ґрунтах  південно-західних схилів  крутизною  (25-30°) формуються асоціації дубових лісів татарськокленово-зірочникових, а на більш крутих схилах - татарськокленово-горобейникових з егоніхоном пурпурно-блакитним, в них зустрічаються субсередземноморські неморальні види - перлівка строката, шоломник високий та інші.
Вузьку смугу на кам'янистих виходах займає лучно-степова рослинність, представлена, переважно, формацією костриці валіської і келерії стрункої. В склад даних угруповань входять низькі чагарники - зіновать австрійська і Блоцького та спірея середня, що розсіяно зустрічаються в регіоні. Численними є види мезофітного  різнотрав'я:  в'язіль різнокольоровий, суниця зелена  фіалка горбова, шавлія лучна прикрашена і кільчаста, залізняк бульбистий, скабіоза блідо-жовта, полин австрійський, сон чорніючий тощо.
На невеликих ділянках в заказнику зустрічаються фрагменти асоціації ковили пірчастої, занесеної в "Червону книгу України". У флорі заказника зустрічаються і інші види, занесені до "Червоної книги України": лілія лісова, любка дволиста, гніздівка звичайна, ковила пірчаста, сон чорніючий.
Крім того, даний заказник зберігає генофонд багатьох видів лікарських рослин, таких як звіробій звичайний, перстач білий, конвалія травнева, валеріана російська, первоцвіт весняний, наперстянка великоквіткова.